# Kersten Neisser
Kersten Neisser   (Halle, 4 de maig de 1956), de casada Köpke i posteriorment Kriesel, és una ex-remadora alemanya que va competir sota bandera de ña República Democràtica Alemanya durant la dècada de 1970.
El 1980 va prendre part en els Jocs Olímpics de Moscou, on guanyà la medalla d'or en la competició del vuit amb timoner del programa de rem. En el seu palmarès també destaquen tres medalles al Campionat del món de rem, una d'or en el vuit amb timoner i una d'or i una de plata en el quatre amb timoner.